# Taufbecken (Montagny-Sainte-Félicité)

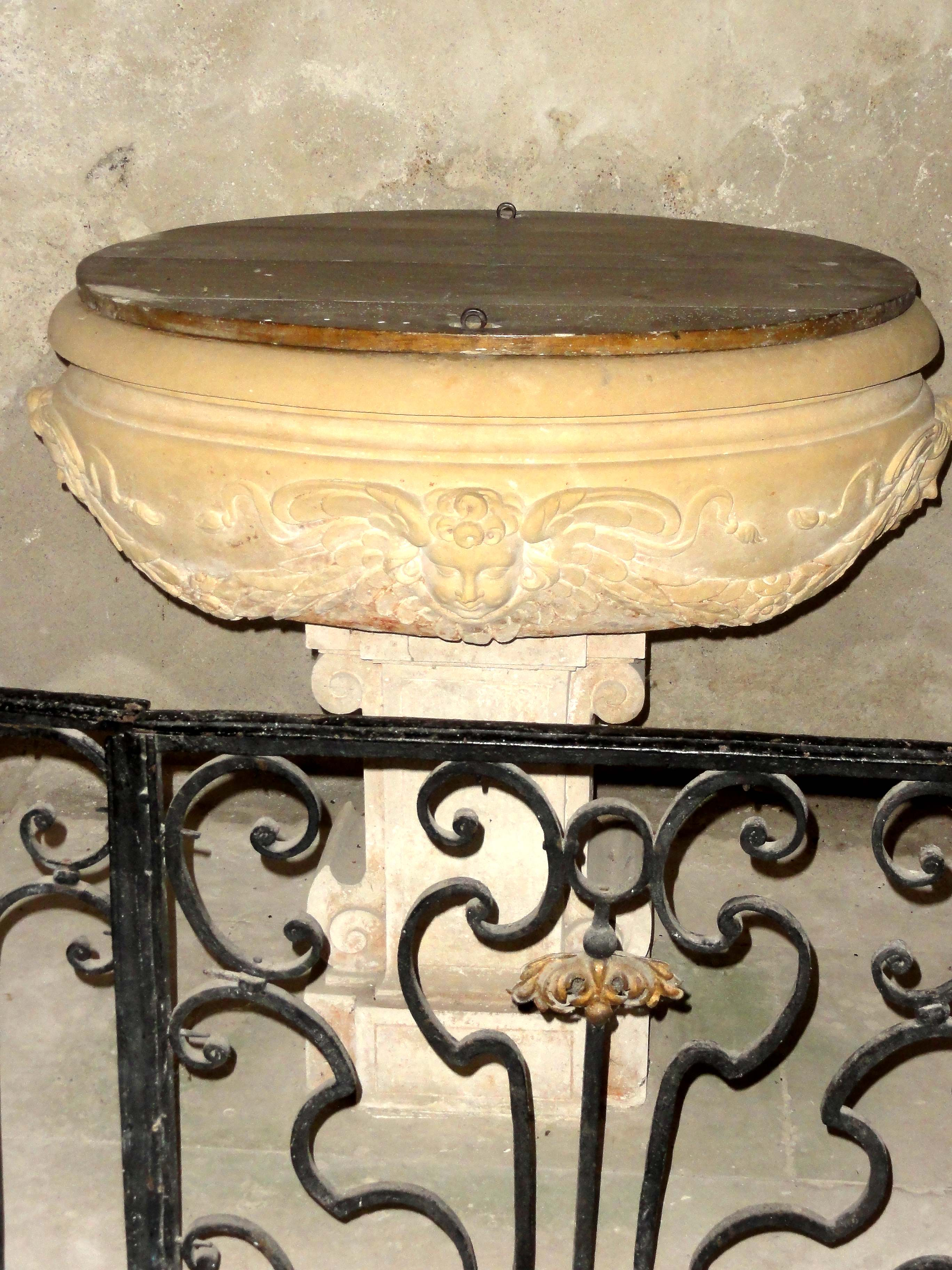
Taufbecken in Montagny-Sainte-Félicité

Das Taufbecken in der katholischen Pfarrkirche Ste-Félicité in Montagny-Sainte-Félicité, einer französischen Gemeinde im Département Oise in der Region Hauts-de-France, wurde im 16. Jahrhundert geschaffen. Im Jahr 1862 wurde das Taufbecken im Stil der Renaissance als Monument historique in die Liste der geschützten Objekte (Base Palissy) in Frankreich aufgenommen.
Das 1,02 Meter hohe Taufbecken aus Kalkstein steht auf einem rechteckigen Sockel. Das ovale Becken ist am oberen Rand profiliert und außen mit Engelsköpfen und Girlanden geschmückt.
Das Becken wird von einem modernen Deckel aus Eichenholz abgeschlossen.